# Madita Spee
Madita Spee (* 27. August 1984 in Frankfurt am Main) ist eine ehemalige deutsche Fußballspielerin. Sie spielte für den 1. FFC Frankfurt in der Frauen-Bundesliga und dem UEFA Women’s Cup.

## Karriere
Spee begann mit dem Fußball beim SV Kleestadt. 2001 wechselte sie zum 1. FFC Frankfurt, wo sie vorwiegend in der zweiten Mannschaft spielte.
Am 15. Dezember 2001 kam sie beim 2:1 gegen Brauweiler Pulheim zu ihrem einzigen Bundesliga-Einsatz; drei weitere Einsätze in der ersten Mannschaft hatte sie im Oktober 2001 und im August 2003 in der Gruppenphase des UEFA Women’s Cup; gegen den College Sports Club gelang ihr beim 18:0-Auswärtssieg das Tor zum 8:0. Sie konnte sich aber nicht höherklassig etablieren und wechselte im Sommer 2005 zur TGM SV Jügesheim in die Oberliga Hessen, wo sie 2006 zur Meisterschaft sowie zum Gewinn des Hessenpokals beitrug, der im Folgejahr zur Teilnahme am DFB-Pokal berechtigte.
Ab 2007 spielte sie für Germania Wiesbaden, der sich nach der Saison 2010/11 aus finanziellen Gründen aus der Regionalliga zurückzog. Gemeinsam mit weiteren Mitspielerinnen wechselte sie zu Eintracht Frankfurt und trug zur Meisterschaft in der Hessenliga sowie zum Aufstieg in die Regionalliga bei.
Ihre letzte Station im aktiven Fußball hatte sie beim TSV Schott Mainz in der Fußball-Regionalliga Südwest, der 2014 und 2015 jeweils Meister wurde und 2015 den Aufstieg in die 2. Bundesliga schaffte.

## Erfolge
- Hessenliga-Meisterin 2006, 2012
- Hessenpokal 2006
- Regionalliga-Südwest-Meisterin 2014, 2015